# Dahabija

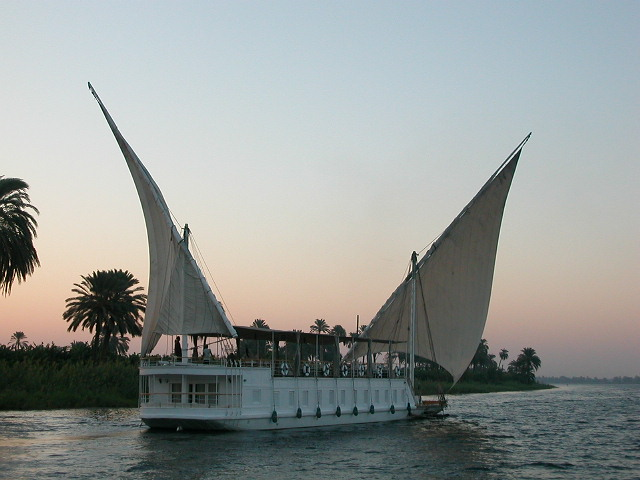
Dahabija na Nilu

Dahabija (arab. ‏ذهبية‎ -„złota”) – długi, wąski statek nilowy z pokładem i kajutą. Ten typ statku powstał około 1820, w okresie narastającego zainteresowania żeglugą po Nilu ze strony Europejczyków. Cechowała go smukłość sylwetki oraz ostry kliprowy dziób. Większe dahabije posiadały duży żagiel łaciński na przednim maszcie, zaś na rufie żagiel gaflowy, poprawiający manewrowość statku. Jeśli ożaglowanie było niewystarczające, prędkość można było zwiększyć za pomocą wioseł (po 7 na każdą burtę). Ochronę przed słońcem zapewniały daszki i kryte kabiny. Dahabije zostały w codziennym użyciu wyparte przez motorówki.